# Killing Floor (album)
Pour les articles homonymes, voir Killing Floor.
Albums de Killing Floor
Out of Uranus
(1971)
Killing Floor, sorti en 1970, est le premier album de Killing Floor.

## L'album
Ce premier album de Killing Floor est le seul avec la formation originale. À l'exception de Woman You Need Love tous les titres de l'album ont été composés par les membres du groupe.

## Les Musiciens
- Bill Thorndycraft : voix, harmonica
- Mick Clarke : guitare
- Stuart McDonald : basse
- Bas Smith : batterie
- Lou Martin : claviers

## Les titres
| No  | Titre                   | Durée      |
| --- | ----------------------- | ---------- |
| 1.  | Woman You Need Love     | 4 min 49 s |
| 2.  | Nobody by My Side       | 4 min 54 s |
| 3.  | Come Home Baby          | 4 min 03 s |
| 4.  | Bedtime Blues           | 7 min 30 s |
| 5.  | Sunday Morning          | 1 min 02 s |
| 6.  | Try to Understand       | 2 min 38 s |
| 7.  | My Mind Can Ride Easy   | 2 min 30 s |
| 8.  | Wet                     | 43 s       |
| 9.  | Keep on Walking         | 4 min 57 s |
| 10. | Forget It !             | 5 min 32 s |
| 11. | Lou's Blues             | 2 min 37 s |
| 12. | People Change Your Mind | 8 min 20 s |

## Informations sur le contenu de l'album
- Woman You Need Love est un titre de Willie Dixon écrit pour Muddy Waters en 1962.
- My Mind Can Ride Easy est sorti en single.